# Aldea de Fuente Carrasca
Fuente Carrasca es una localidad del municipio de Molinicos (Albacete), España, dentro de la comarca de la Sierra del Segura, y de la Comunidad Autónoma de Castilla-La Mancha. Se sitúa a 1060 m s. n. m., y a 6 km de la cabecera del municipio a través de una vía local, que parte de la carretera provincial  AB-510  (esta carretera comunica la  CM-412  con la  CM-3203 ).  
La localidad tiene un pasado unido a la ganadería y la agricultura, prueba de ello son los grandes campos de almendros que se sitúan a sus pies. Fuente Carrasca se encuentra en una zona de grandes pendientes que basculan en su zona oeste, y que decrecen de este a oeste. Pascual Madoz lo cita en su "Diccionario geográfico-estadístico-histórico de España y sus posesiones de ultramar" en 1849.

La población se asienta al este de un cerro muy pronunciado, justo al pie de la ladera del mismo, en donde la carretera de entrada sirve para distribuir las edificaciones que le dan una clara forma lineal como resultado. Una de las calles con dirección sur-norte, áctúa como eje principal dividiendo en dos las viviendas. Al este quedan la mayoría de las edificaciones y al oeste alguna nueva.
Fuente Carrasca cuenta en sus cercanías, con uno de los mayores montes de todo el municipio, y del que ya se tienen noticias de su aprovechamiento en el año 1863, cuando se crea una comisión para su deslinde. 
La población cuenta con una pequeña iglesia dedicada a la Asunción de la Virgen, patrona de Fuente Carrasca.
Ya en 1930 se solicita la creación de un camino de acceso a la localidad, procedente de la Aldea de Pinilla para evita el tradicional asilacionismo de sus ciudadanos, y otro que la comunicase desde Los Alejos, con la vecina localidad de Ayna.